# Grand Prix Wielkiej Brytanii 1960
Grand Prix Wielkiej Brytanii 1960 – czwarta runda Mistrzostw Świata Formuły 1 w sezonie 1960. Odbyła się w 16 lipca 1960 roku na torze Silverstone. Było to ósme Grand Prix Wielkiej Brytanii zaliczane do Mistrzostw Świata Formuły 1.

## Wyniki

### Kwalifikacje
Źródło: statsf1.com
| P  | Nr | Kierowca            | Konstruktor(-silnik) | Opony | Czas       | Odstęp | Strata |
| -- | -- | ------------------- | -------------------- | ----- | ---------- | ------ | ------ |
| 1  | 1  | Jack Brabham        | Cooper-Climax        | D     | 1:34,6     | -      | -      |
| 2  | 4  | Graham Hill         | BRM                  | D     | 1:35,8     | +1,2   | +1,2   |
| 3  | 2  | Bruce McLaren       | Cooper-Climax        | D     | 1:36,0     | +0,2   | +1,4   |
| 4  | 6  | Jo Bonnier          | BRM                  | D     | 1:36,2     | +0,2   | +1,6   |
| 5  | 7  | Innes Ireland       | Lotus-Climax         | D     | 1:36,3     | +0,1   | +1,7   |
| 6  | 5  | Dan Gurney          | BRM                  | D     | 1:36,6     | +0,3   | +2,0   |
| 7  | 11 | Wolfgang von Trips  | Ferrari              | D     | 1:37,0     | +0,4   | +2,4   |
| 8  | 8  | Jim Clark           | Lotus-Climax         | D     | 1:37,1     | +0,1   | +2,5   |
| 9  | 12 | Tony Brooks         | Cooper-Climax        | D     | 1:37,6     | +0,5   | +3,0   |
| 10 | 10 | Phil Hill           | Ferrari              | D     | 1:37,8     | +0,2   | +3,2   |
| 11 | 9  | John Surtees        | Lotus-Climax         | D     | 1:38,6     | +0,8   | +4,0   |
| 12 | 14 | Olivier Gendebien   | Cooper-Climax        | D     | 1:39,2     | +0,6   | +4,6   |
| 13 | 18 | Roy Salvadori       | Aston Martin         | D     | 1:39,4     | +0,2   | +4,8   |
| 14 | 16 | Masten Gregory      | Cooper-Maserati      | D     | 1:39,8     | +0,4   | +5,2   |
| 15 | 23 | Jack Fairman        | Cooper-Climax        | D     | 1:39,9     | +0,1   | +5,3   |
| 16 | 15 | Henry Taylor        | Cooper-Climax        | D     | 1:40,0     | +0,1   | +5,4   |
| 17 | 24 | Lucien Bianchi      | Cooper-Climax        | D     | 1:40,2     | +0,2   | +5,6   |
| 18 | 25 | Brian Naylor        | JBW-Maserati         | D     | 1:41,2     | +1,0   | +6,6   |
| 19 | 3  | Chuck Daigh         | Cooper-Climax        | D     | 1:42,4     | +1,2   | +7,8   |
| 20 | 17 | Ian Burgess         | Cooper-Maserati      | D     | 1:42,6     | +0,2   | +8,0   |
| 21 | 19 | Maurice Trintignant | Aston Martin         | D     | 1:43,8     | +1,2   | +9,2   |
| 22 | 22 | Keith Greene        | Cooper-Maserati      | D     | 1:45,8     | +2,0   | +11,2  |
| 23 | 3  | Lance Reventlow     | Cooper-Climax        | D     | 1:46,4     | +0,6   | +11,8  |
| 24 | 26 | David Piper         | Lotus-Climax         | D     | 2:05,6     | +19,2  | +31,0  |
| 25 | 21 | Gino Munaron        | Cooper-Castellotti   | D     | brak czasu | -      | -      |
| P  | Nr | Kierowca            | Konstruktor(-silnik) | Opony | Czas       | Odstęp | Strata |

### Wyścig
Źródła: statsf1.com
| P                                                     | + / –     | Nr | Kierowca            | Konstruktor        | Opony | Okr. | Czas / Strata | Komentarz                 |
| ----------------------------------------------------- | --------- | -- | ------------------- | ------------------ | ----- | ---- | ------------- | ------------------------- |
| 1                                                     | Bez zmian | 1  | Jack Brabham        | Cooper-Climax      | D     | 77   | 2:04:24,6     |                           |
| 2                                                     | 9         | 9  | John Surtees        | Lotus-Climax       | D     | 77   | +49,6         |                           |
| 3                                                     | 2         | 7  | Innes Ireland       | Lotus-Climax       | D     | 77   | +1:29,6       |                           |
| 4                                                     | 1         | 2  | Bruce McLaren       | Cooper-Climax      | D     | 76   | +1 okr.       |                           |
| 5                                                     | 4         | 12 | Tony Brooks         | Cooper-Climax      | D     | 76   | +1 okr.       |                           |
| 6                                                     | 1         | 11 | Wolfgang von Trips  | Ferrari            | D     | 75   | +2 okr.       |                           |
| 7                                                     | 3         | 10 | Phil Hill           | Ferrari            | D     | 75   | +2 okr.       |                           |
| 8                                                     | 8         | 15 | Henry Taylor        | Cooper-Climax      | D     | 74   | +3 okr.       |                           |
| 9                                                     | 3         | 14 | Olivier Gendebien   | Cooper-Climax      | D     | 74   | +3 okr.       |                           |
| 10                                                    | 4         | 5  | Dan Gurney          | BRM                | D     | 74   | +3 okr.       |                           |
| 11                                                    | 10        | 19 | Maurice Trintignant | Aston Martin       | D     | 72   | +5 okr.       |                           |
| 12                                                    | 12        | 26 | David Piper         | Lotus-Climax       | D     | 72   | +5 okr.       |                           |
| 13                                                    | 5         | 25 | Brian Naylor        | JBW-Maserati       | D     | 72   | +5 okr.       |                           |
| 14                                                    | Bez zmian | 16 | Masten Gregory      | Cooper-Maserati    | D     | 71   | +6 okr.       |                           |
| 15                                                    | 10        | 21 | Gino Munaron        | Cooper-Castellotti | D     | 70   | +7 okr.       |                           |
| 16                                                    | 8         | 8  | Jim Clark           | Lotus-Climax       | D     | 70   | +7 okr.       |                           |
| Niesklasyfikowani                                     |           |    |                     |                    |       |      |               |                           |
|                                                       |           | 4  | Graham Hill         | BRM                | D     | 71   | +6 okr.       | wypadek                   |
|                                                       |           | 24 | Lucien Bianchi      | Cooper-Climax      | D     | 62   | +15 okr.      | magneto                   |
|                                                       |           | 6  | Jo Bonnier          | BRM                | D     | 59   | +18 okr.      | zawieszenie               |
|                                                       |           | 3  | Chuck Daigh         | Cooper-Climax      | D     | 58   | +19 okr.      | przegrzanie               |
|                                                       |           | 17 | Ian Burgess         | Cooper-Maserati    | D     | 58   | +19 okr.      | silnik                    |
|                                                       |           | 23 | Jack Fairman        | Cooper-Climax      | D     | 46   | +31 okr.      | pompa paliwowa            |
|                                                       |           | 18 | Roy Salvadori       | Aston Martin       | D     | 46   | +31 okr.      | układ sterowniczy         |
|                                                       |           | 22 | Keith Greene        | Cooper-Maserati    | D     | 12   | +65 okr.      | przegrzanie               |
| Nie wystartowali / niedopuszczeni do ponownego startu |           |    |                     |                    |       |      |               |                           |
|                                                       |           | 3  | Lance Reventlow     | Cooper-Climax      | D     | 0    |               | samochodem pojechał Daigh |
|                                                       |           | 20 | Giorgio Scarlatti   | Cooper-Castellotti | D     | 0    |               | samochód niedostępny      |
| P                                                     | + / –     | Nr | Kierowca            | Konstruktor        | Opony | Okr. | Czas / Strata | Komentarz                 |

### Najszybsze okrążenie
Źródło: statsf1.com
| Nr | Kierowca    | Konstruktor | Czas   | Okr. |
| -- | ----------- | ----------- | ------ | ---- |
| 4  | Graham Hill | BRM         | 1:34,4 | 56   |

### Prowadzenie w wyścigu
Źródło: statsf1.com
| Nr                              | Kierowca     | Konstruktor   | Okrążenia   | Suma |
| ------------------------------- | ------------ | ------------- | ----------- | ---- |
| 1                               | Jack Brabham | Cooper-Climax | 1-54, 72-77 | 60   |
| 4                               | Graham Hill  | BRM           | 55-71       | 17   |
| \| Wykres \| \| ------ \| \| \| |              |               |             |      |
| Wykres                          |              |               |             |      |
|                                 |              |               |             |      |

## Klasyfikacja po wyścigu
Pierwsza szóstka otrzymywała punkty według klucza 8-6-4-3-2-1. Liczone było tylko 6 najlepszych wyścigów danego kierowcy. W przypadku współdzielonej jazdy, punktów nie przyznawano. W nawiasach podano wszystkie zebrane punkty, nie uwzględniając zasady najlepszych wyścigów.
Uwzględniono tylko kierowców, którzy zdobyli jakiekolwiek punkty
| P  | +/− | Kierowca           | Starty | Punkty | P1 | P2 | P3 | PP | NO | NS |
| -- | --- | ------------------ | ------ | ------ | -- | -- | -- | -- | -- | -- |
| 1  | 0   | Jack Brabham       | 6      | 32     | 4  | –  | –  | 3  | 2  | 2  |
| 2  | 0   | Bruce McLaren      | 6      | 27     | 1  | 2  | 1  | –  | 1  | 1  |
| 3  | 0   | Stirling Moss      | 3      | 11     | 1  | –  | 1  | 3  | 2  | –  |
| 4  | +2  | Innes Ireland      | 6      | 11     | –  | 1  | 1  | –  | 1  | 1  |
| 5  | −1  | Olivier Gendebien  | 3      | 10     | –  | 1  | 1  | –  | –  | –  |
| 6  | −1  | Jim Rathmann       | 1      | 8      | 1  | –  | –  | –  | 1  | –  |
| 7  | 0   | Phil Hill          | 6      | 7      | –  | –  | 1  | –  | 1  | 1  |
| 8  | N   | John Surtees       | 2      | 6      | –  | 1  | –  | –  | –  | 1  |
| 9  | −1  | Cliff Allison      | 1      | 6      | –  | 1  | –  | –  | –  | –  |
| 9  | −1  | Rodger Ward        | 1      | 6      | –  | 1  | –  | –  | –  | –  |
| 11 | +4  | Tony Brooks        | 5      | 5      | –  | –  | –  | –  | –  | 3  |
| 12 | 0   | Wolfgang von Trips | 6      | 5      | –  | –  | –  | –  | –  | 1  |
| 13 | −3  | Graham Hill        | 6      | 4      | –  | –  | 1  | –  | 1  | 4  |
| 14 | −3  | Paul Goldsmith     | 1      | 4      | –  | –  | 1  | –  | –  | –  |
| 15 | −2  | Jim Clark          | 4      | 4      | –  | –  | –  | –  | –  | 1  |
| 16 | −2  | Henry Taylor       | 3      | 3      | –  | –  | –  | –  | –  | –  |
| 17 | −1  | Don Branson        | 1      | 3      | –  | –  | –  | –  | –  | –  |
| 17 | −1  | Carlos Menditeguy  | 1      | 3      | –  | –  | –  | –  | –  | –  |
| 19 | −1  | Jo Bonnier         | 6      | 2      | –  | –  | –  | –  | –  | 4  |
| 20 | −1  | Johnny Thomson     | 1      | 2      | –  | –  | –  | –  | –  | –  |
| 21 | −1  | Richie Ginther     | 2      | 2      | –  | –  | –  | –  | –  | –  |
| 22 | −1  | Lucien Bianchi     | 3      | 1      | –  | –  | –  | –  | –  | 2  |
| 23 | −1  | Ron Flockhart      | 1      | 1      | –  | –  | –  | –  | –  | –  |
| 23 | −1  | Eddie Johnson      | 1      | 1      | –  | –  | –  | –  | –  | –  |
| P  | +/− | Kierowca           | Starty | Punkty | P1 | P2 | P3 | PP | NO | NS |

### Konstruktorzy
Tylko jeden, najwyżej uplasowany kierowca danego konstruktora, zdobywał dla niego punkty. Również do klasyfikacji zaliczano 6 najlepszych wyników.
| P                 | +/− | Konstruktor        | Starty | Punkty | P1 | P2 | P3 | PP | NO | NS |
| ----------------- | --- | ------------------ | ------ | ------ | -- | -- | -- | -- | -- | -- |
| 1                 | 0   | Cooper-Climax      | 36     | 46     | 5  | 3  | 4  | 4  | 4  | 15 |
| 2                 | 0   | Lotus-Climax       | 21     | 25     | 1  | 2  | 1  | 2  | 2  | 7  |
| 3                 | 0   | Ferrari            | 18     | 16     | –  | 1  | 1  | –  | 1  | 4  |
| 4                 | 0   | BRM                | 17     | 6      | –  | –  | 1  | –  | 1  | 12 |
| 5                 | 0   | Cooper-Maserati    | 10     | 3      | –  | –  | –  | –  | –  | 5  |
| Niesklasyfikowani |     |                    |        |        |    |    |    |    |    |    |
|                   |     | Aston Martin       | 2      | 0      | –  | –  | –  | –  | –  | 1  |
|                   |     | Behra-Porsche      | 1      | 0      | –  | –  | –  | –  | –  | –  |
|                   |     | Maserati           | 5      | 0      | –  | –  | –  | –  | –  | 3  |
|                   |     | JBW-Maserati       | 1      | 0      | –  | –  | –  | –  | –  | –  |
|                   |     | Cooper-Castellotti | 2      | 0      | –  | –  | –  | –  | –  | 1  |
|                   |     | Scarab             | 2      | 0      | –  | –  | –  | –  | –  | 2  |
|                   |     | Vanwall            | 1      | 0      | –  | –  | –  | –  | –  | 1  |
| P                 | +/− | Kierowca           | Starty | Punkty | P1 | P2 | P3 | PP | NO | NS |